# Horst Kettner
Horst Kettner (9 de setembre de 1941 - 11 de desembre de 2016) fou un reconegut càmera alemany.

## Biografia
Horst Kettner és conegut per haver estat l'assistent i després el company sentimental de la cineasta alemanya Leni Riefenstahl des del 1968 fins a la seva mort el 2003.

## Filmografia
- 1993: Die Macht der Bilder: Leni Riefenstahl (càmera)[2]
- 2002: Impressionen unter Wasser (preses sota l'aigua i el seu propi paper)
- 2002: Ich wollte nie so alt werden - Eine persönliche Begegnung mit Leni Riefenstahl (pel·lícula de televisió en la qual s'interpreta ell mateix)